# DC Daily
DC Daily - американська щоденна новинна програма від Тіффані Сміт, прем'єра якої відбулася 15 вересня 2018 року на DC Universe. Вона охоплює новини та контент, пов'язаний з продукцією DC Comics, різними оригінальними серіалами, пропонованими сервісом, і спільнотою DC Universe.

## Передмова
DC Daily пропонує новини, пов'язані з оригінальною серією, пропонованої DC Universe, і інший контент, який "пов'язаний" до DC Comics і спільноти DC Universe. У програмі заплановані наступні сегменти: "заголовки" для щоденних зведень новин; "звіти" для поглибленого інтерв'ю або погляди на майбутній комікс, фільм або телесеріалу; та "обговорення" для панельних дискусій.

## Створення

### Розробка
22 Серпня 2018 року було оголошено, що стрімінговий сервіс DC Universe включатиме щоденне новинне шоу під назвою DC Daily. Очікувалося, що епізоди будуть проводитись "різними особами, знайомими шанувальникам DC", а "спеціальні гості" будуть щодня гостювати. Крім того, повідомлялося, що 29 серпня 2018 року на Facebook, Twitch і YouTube з'явиться спеціальний захід для потокового перегляду у прямому ефірі з Кевіном Смітом. Очікувалося, що пряма трансляція "познайомить глядачів з форматом, сетами і ексклюзивним контентом шоу і надасть поглиблений погляд на сервіс DC Universe."  Під час прямих трансляцій, було оголошено, що шоу буде вести Тіффані Сміт і декілька співведучих, в тому числі Джон Барровман, Самм Левін, Гарлі Квінн Сміт, Сем Гамфріс, Гектор Наварро, Кларк Вольф, Брайан Тонг, Маркея Маккарті і Джон Куруніс.
Прем'єра першого епізоду відбулася 15 вересня 2018 року, разом із запуском DC Universe, з новими епізодами п'ять днів на тиждень.

### Зйомки
Шоу знято і транслювалося з недавно побудованої студії площею 2100 квадратних футів, яка була зібрана спеціально для шоу в студії Warner Bros. Digital Networks у Бербанку, Каліфорнія. Студія шоу включає у себе великі панельні роботи різних персонажів коміксів DC як фон для розмовних сидінь.